# Vulpes vulpes ichnusae
El zorro rojo de Cerdeña (Vulpes vulpes ichnusae) es una subespecie de  mamíferos carnívoros  de la familia Canidae.

## Distribución geográfica
Se encuentra en Córcega y Cerdeña.